# Fon (casa discografica)
La Fon è stata una casa discografica italiana, attiva negli anni quaranta.

## Storia della Fon
La Fon nacque come etichetta satellite della Cetra, che ne curava la distribuzione.
Per l'etichetta incisero tra gli altri Enzo Amadori, Italia Vaniglio e Nilla Pizzi; quest'ultima, per motivi contrattuali (era infatti legata alla Voce del Padrone) utilizzò lo pseudonimo Isa Merletti.
Alla fine del decennio l'etichetta venne chiusa.

## Dischi
La datazione qui riportata si basa sull'etichetta del disco o sulla copertina; qualora nessuno di questi elementi abbia una datazione, è basata sulla numerazione del catalogo; se esistenti, sono riportati, oltre all'anno, il mese e il giorno (quest'ultimo dato si trova, a volte, stampato sul vinile).

### 78 giri
| Numero di catalogo | Anno | Interprete                                                       | Titoli                                     |
| ------------------ | ---- | ---------------------------------------------------------------- | ------------------------------------------ |
| FP 1013            | 1946 | Isa Merletti                                                     | Voglio amarti così/Antico sogno blu        |
| FP 1014            | 1946 | Isa Merletti                                                     | Dimenticarti/Ho lasciato il paese del cuor |
| FP 1041            | 1947 | Miryam Ferretti                                                  | Passione/Core 'ngrato                      |
| FP 1047            | 1947 | Miryam Ferretti                                                  | Susy/Serenata a Capri                      |
| FP 1075            | 1947 | Aldo Alvi (sul lato A)/Italia Vaniglio ed Aldo Alvi (sul lato B) | Non conosco Napoli/Ci rivedremo a Sorrento |
| FP 1078            | 1947 | Piero Visentin                                                   | Lontano/Va pensiero                        |
| FP 1088            | 1948 | Enzo Amadori                                                     | Trenino a Santa Fé/Vivere baciandoti       |